# Movimiento Democrático de Granada
El Movimiento Democrático de Granada (en inglés: Grenada Democratic Movement), abreviado como GDM, fue una organización y más tarde un partido político granadino. Se fundó originalmente por un grupo de exiliados granadinos como una organización paraguas que aglutinaba a opositores al Gobierno Popular Revolucionario, régimen socialista encabezado por Maurice Bishop. En gran medida centrista, incluía en sus filas desde anticomunistas convencidos hasta antiguos miembros del Movimiento New Jewel que desaprobaban las políticas del GRP.
Fue establecido en mayo de 1983 por el abogado Francis Alexis, en Barbados, meses antes de la invasión de Granada por parte de los Estados Unidos que derrocó al GRP tras el asesinato de Bishop. La mayoría de los dirigentes del GDM se encontraban exiliados en Estados Unidos, Barbados y Trinidad y Tobago, y retornaron después de la ocupación para fundar un partido con miras a las elecciones de 1984. Muchos de los miembros del GDM eran jóvenes educados poco conocidos en las islas, y su retorno posterior a la invasión generó críticas y resentimiento por parte de algunos ciudadanos granadinos. Consciente de que las posibilidades electorales del partido por sí solo eran escasas, Alexis aceptó que el GDM formara parte de una coalición con el Partido Nacional de Granada (GNP) de Herbert Blaize y el Partido Nacional Democrático (NDP) de George Brizan, que recibió el nombre de Nuevo Partido Nacional (NNP).
Al partido se le otorgaron tres circunscripciones en las elecciones, y sus candidatos fueron el propio Alexis (Saint George South East), Daniel Williams (Saint David) y Keith Mitchell (Saint George North West). Los tres resultaron electos por amplio margen en las elecciones. El GDM aceptó desde un principio la idea de disolverse y fusionarse en el NNP como un partido oficial, aunque algunos de sus miembros fueron opositores internos o externos al liderazgo de Blaize.
Cuando el NNP se convirtió en un partido unitario, en 1987, el GDM dejó oficialmente de existir. Los tres parlamentarios electos del GDM tomaron rumbos diferentes en la política granadina: Alexis participó en la fundación del Congreso Nacional Democrático (NDC) bajo el liderazgo de Brizan en 1987; Mitchell permaneció en el NNP y logró derrocar a Blaize como líder en 1989, ejerciendo posteriormente varios mandatos como primer ministro; Williams se retiró de la política partidaria después de su mandato en la Cámara y llegó a ser Gobernador General de Granada entre 1996 y 2008 (el único con antecedentes partidistas).